# توطئه قتل محمد مصدق
در ۹ اسفند ماه ۱۳۳۱ دربار با کمک عده‌ای از روحانیون، افسران اخراجی و افرادی وابسته به رژیم، علیه محمد مصدق توطئه کردند تا او را از بین ببرند.

## طرح توطئه
در توطئه ۹ اسفند ماه ۱۳۳۱ محمد مصدق به درخواست شاه برای خداحافظی دربار رفته بود، تظاهراتی از طرف هواداران شاه بر ضد مصدق شکل گرفت که توطئه‌ای هدایت شده توسط شاه برای به قتل رساندن او بود. ماجرا از این قرار بود که شاه به ظاهر به مصدق اطلاع می‌دهد که عازم مسافرت خارج از کشور است و تنها ایشان از این موضوع اطلاع دارند و لازم است که برای خداحافظی نخست‌وزیر و وزراء به حضور شاه آمده تا صحبت نمایند. در هنگام مذاکرات مصدق با شاه سفیر آمریکا هندرسن چندین بار از مصدق (از طریق پیغام تلفنی) می‌خواهد که از کاخ خارج شده و به منزلش برگردد تا با او مذاکراتی را انجام دهد که این امر رخ نمی‌دهد. طرفداران شاه به هدایت آیت‌الله بهبهانی، شعبان جعفری (شعبان بی مخ) و تعدادی از افسران اخراجی ارتش و اراذل و اوباش در جلوی کاخ حضور پیدا کرده و پس از اینکه مصدق به جای در اصلی از در دیگری خارج می‌شود به هدایت حمید رضا پهلوی، برادر محمدرضاشاه، به خانه وی حمله می‌کنند. که مصدق از خانه خود به منزل پسرش  غلامحسین مصدق و از آنجا به ستاد ارتش رفته و اقدام‌های لازم برای مقابله با این شورش را انجام می‌دهد.
این عمل شاه باعث قطع ارتباط مصدق با دربار شد به گونه‌ای که دیگر شاه و مصدق یکدیگر را ندیدند.

## عوامل توطئه
عوامل این توطئه عبارت بودند از محمد رضا پهلوی، حمید رضا پهلوی برادر شاه و عده‌ای از افسران بازنشسته (از جمله امیر رحیمی که با جیپ به منزل مصدق حمله کرد)، سید محمد بهبهانی، شعبان جعفری (معروف به "شعبان بی‌مخ") و عوامل سازمان‌های جاسوسی بریتانیا و احتمالاً آمریکا  از شرکت کنندگان در آن بودند.